# La Palma (El Salvador)
La Palma es un distrito del municipio de Chalatenango Norte de El Salvadorperteneciente al departamento de Chalatenango . Tiene una importancia histórica puesto que jugó un papel fundamental en las negociaciones entre la guerrilla y el Gobierno durante la guerra civil; es, además, el mayor centro de artesanías del país, sosteniendo la economía del municipio casi totalmente en este rubro. Es parte de la zona montañosa del país, por lo que alberga diversos centros turísticos que contribuyen a su economía.
| Censo | Población | Cambio | Porcentaje |
| ----- | --------- | ------ | ---------- |
| 2007  | 12 235    | N/D    | N/D        |
| 2024  | 13 066    | 831    | 6.8%       |

## Historia
Surgió en la época de la colonia; su nombre proviene de haber sido fundada en un lugar antiguamente llamado La Palmita, caserío situado cerca del Río Nunuapa. 
En el 13 de enero de 1854, el gobernador José D. Montiel reporta en un informe de mejoras en el Departamento de Cuscatlán que en La Palma se habían hecho algunas composiciones de caminos y reparado su cementerio y parroquia.
Tras la una inundación del río Nunuapa en 1882, sus pobladores se trasladaron al lugar actual y fundaron la Villa de La Palma. 
En el 22 de abril de 1893, durante la administración del Presidente Carlos Ezeta, la Secretaría de Instrucción Pública y Beneficencia acordó el establecimiento de una escuela mixta en el valle de Sacare, su dotación era 15 pesos mensuales.
En 1959 por Decreto Legislativo, alcanzó el título de ciudad de su mismo nombre, adjudicándose la administración de los cantones Los Horcones, Los Planes, Las Granadillas, El Gramal, San José Sacaré, El Túnel, El Aguacatal, y San José Calera.

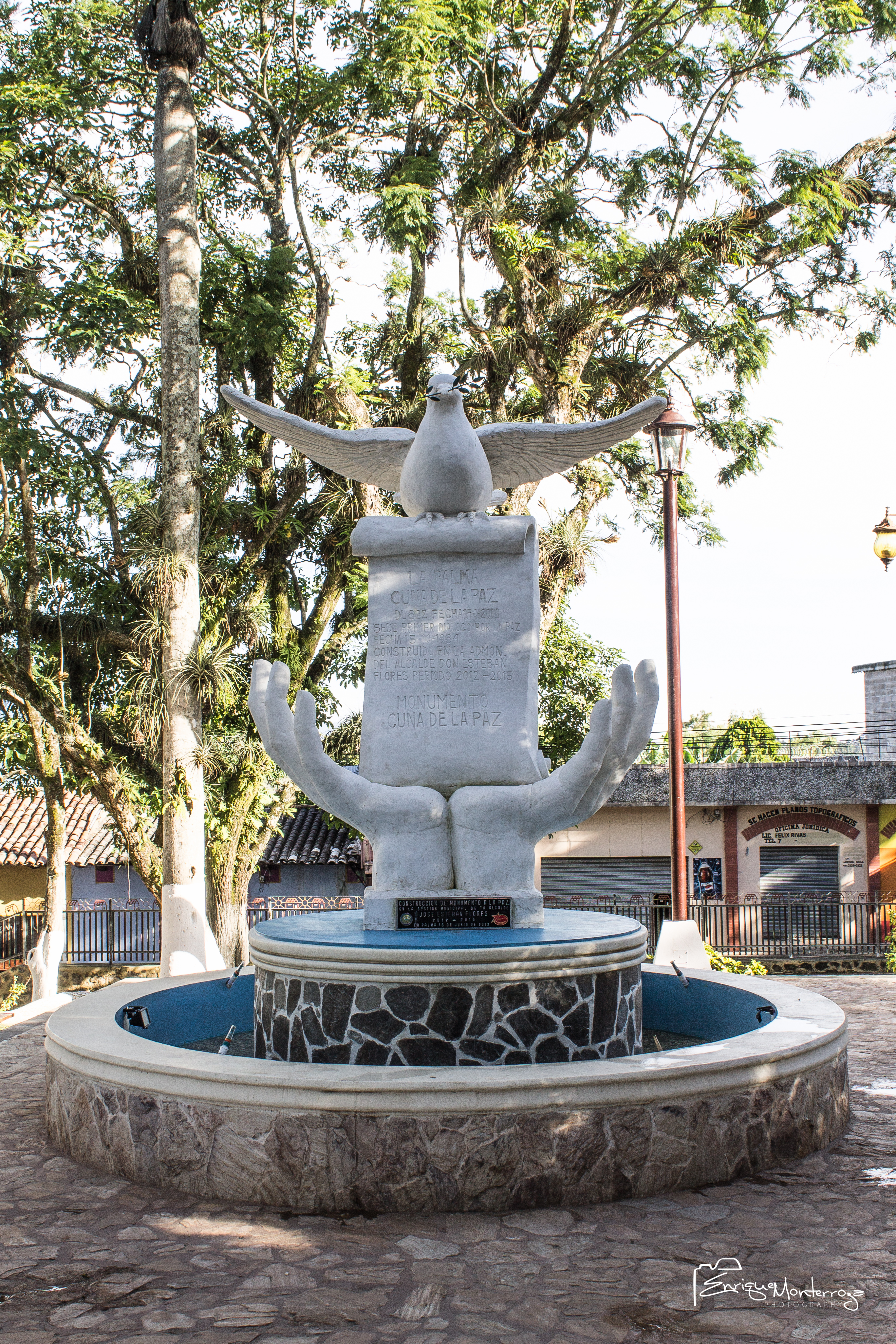
Monumento a la Paz. Fue inicio de la solución de la guerra civil.

Adquirió gran relevancia en la Historia de El Salvador ya que jugó un papel protagónico en la solución de la guerra civil. Desde 1980, el municipio fue plataforma del trabajo ideológico de la guerrilla y posteriormente, sirvió como escenario de combates entre los insurgentes y el ejército. El 15 de octubre de 1984, el presidente José Napoleón Duarte y los líderes del Frente Farabundo Martí para la Liberación Nacional (FMLN) tuvieron el primer encuentro, iniciando los diálogos que culminarían con los Acuerdos de Paz de Chapultepec.A raíz de este evento trascendental para la historia nacional, en el año 2000, la Ciudad de La Palma fue designada, por decreto legislativo, como "Cuna de la Paz".

## Geografía
Su extensión es de 135.60 km². Sus límites jurisdiccionales son: al norte con San Ignacio, al sur con Agua Caliente, al este con la República de Honduras y los municipios de San Fernando, San Francisco Morazán y La Reina, y al oeste con Metapan y Citalá, siendo limitado por el río Lempa. Posee parte de la zona montañosa de El Salvador, gozando de un clima frío.[cita requerida] Administrativamente, el municipio está dividido en 8 cantones y 87 caseríos en el área rural y 6 barrios en el área urbana.
El 1 de julio de 1956, se estimó la población de La Palma en 5.337 habitantes, 2.780 masculinos y 2.957 femeninos. En 2006 se calculó una población de 24 000 habitantes en las áreas urbanas y rurales.

## Economía
La economía de La Palma se basa principalmente en las artesanías; el 70% de la población vive de las artesanías y el turismo, y el otro 30% de la agricultura, dedicándose al cultivo de añil, hortalizas, maíz, frijol y café.

### Artesanías

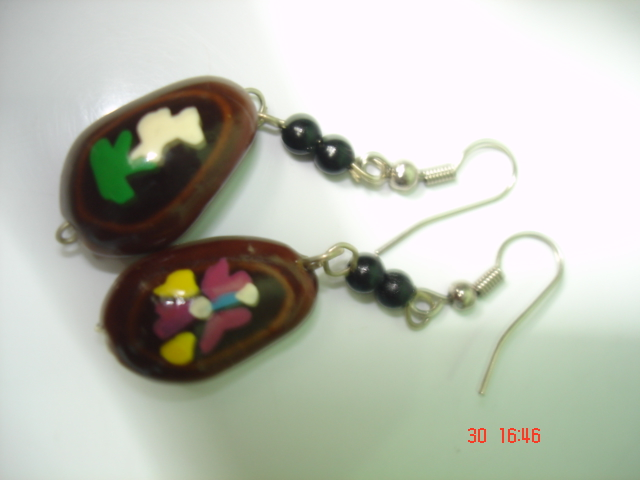
Aretes elaborados con semilla de copinol y dibujos clásicos del estilo palmeño, comercializados en el mercado de artesanías del lugar.

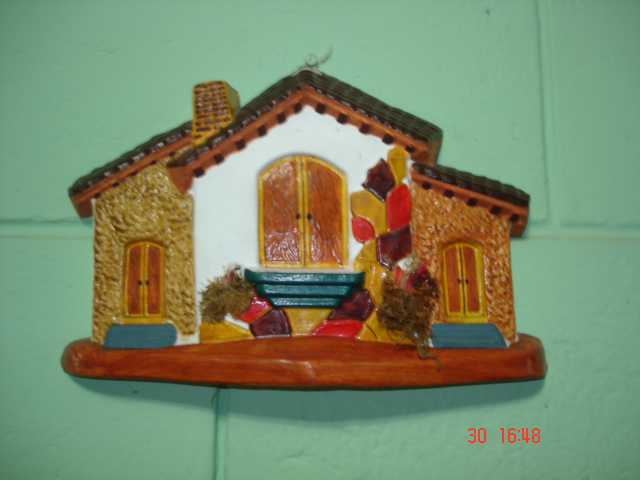
Artesanía de barro elaborada en La Palma, elaborada bajo una tendencia diferente a la de mayor difusión local.

En la década de 1970, Fernando Llort se radicó en el municipio, desarrollando una industria artesanal que se constituye en el principal generador de empleo local. El estilo palmeño se caracteriza fundamentalmente por usar como materia prima la semilla de copinol, semillas de pacum, conacaste, pulseras de piedra volcánica decorada con pintura brillante y dibujos abstractos, con motivos de la vida cotidiana. Además, algunos artesanos han variado la técnica e incluido artesanías de otro tipo. También, realizan camisas y mantas bordadas a mano con lana de colores vivos, monederos, llaveros, portarretratos, collares, entre otros.
Existen alrededor de 100 talleres de artesanías en la localidad, la mitad de los cuales se dedican mayoritariamente a la exportación a otros países principalmente en América y Europa . El crecimiento de la exportación artesanal en el municipio no corresponde a la tendencia nacional, estando muy por encima del resto del país.

### Agricultura
La producción de café es, según el informe económico municipal de 2006, el segundo sector de más importancia en La Palma, pese a que ha ido mermando debido a la fuerte competencia de los productores extranjeros; en 1988, la producción cafetalera significaba la mitad de las ganancias nacionales en concepto de exportación, mientras que para 2004 significaba apenas el 7%. En el municipio, el sector cafetalero genera menos del 5% del empleo local. El resto de actividades agrícolas como el cultivo de tomate en invernaderos y las parcelas de hortalizas, generalmente encontradas en Los Planes y Las Granadías, también ha contribuido de gran manera al crecimiento económico del municipio.

### Atractivo turístico

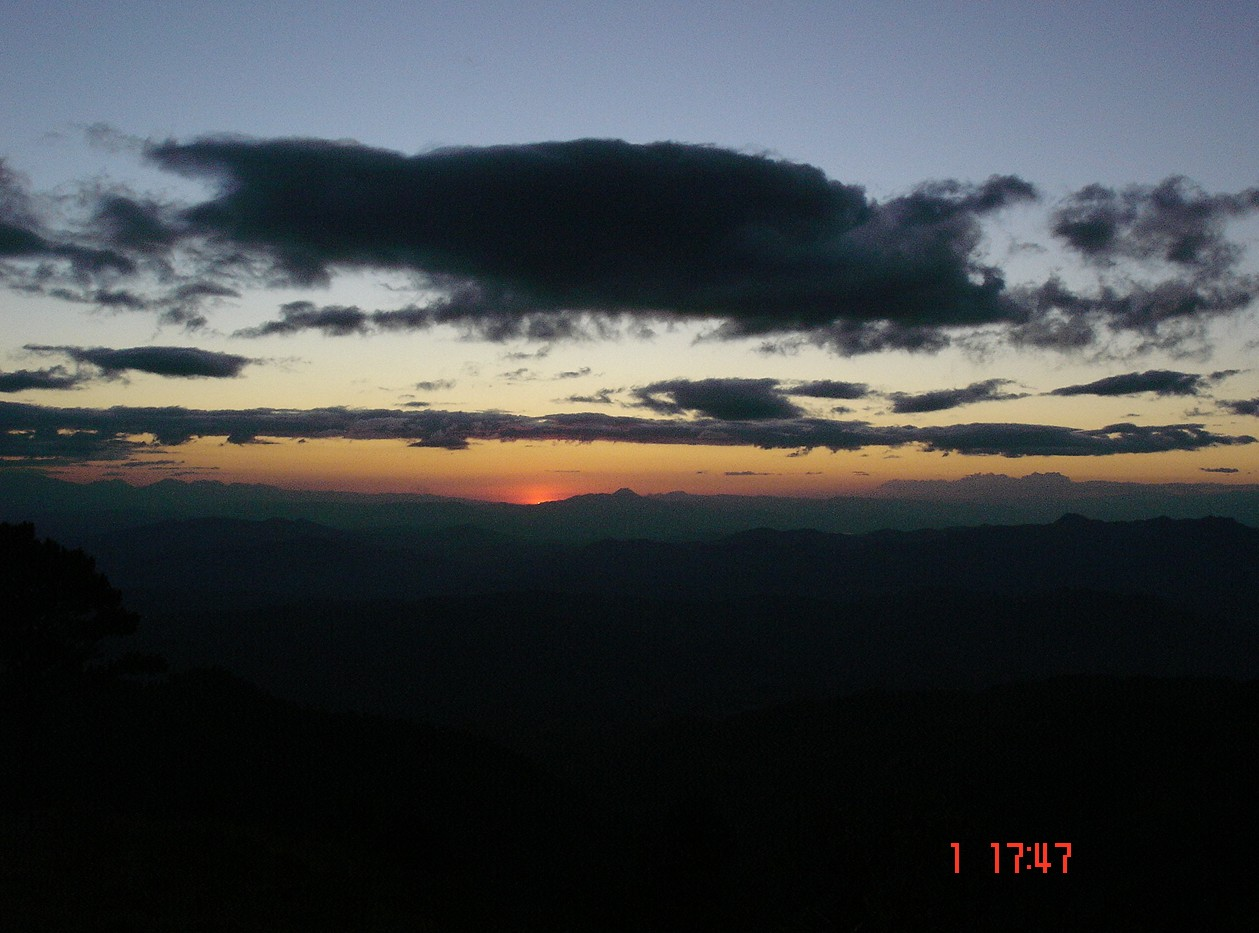
Atardecer tomado desde Finca Ecoturistica La Montaña, La Palma.

- A 13 kilómetros de La Palma se encuentra Miramundo. Es parte de un cerro dentro de un bosque nebuloso que ofrece el clima más frío de todo el país. Miramundo está localizado a 2400 m s. n. m. y desde ahí puede apreciarse gran parte del territorio salvadoreño. La temperatura promedio de Miramundo es de 12 °C.[8]

- A 3 kilómetros se encuentra San Ignacio, un pequeño pueblo de agradable clima a 1010 m s. n. m. Sus atracciones turísticas incluyen una serie de hoteles y actividades de orden agro turísticas. Citalá y el río Lempa se encuentran a pocos minutos al norte de San Ignacio.[8]

- Las Pilas está situado sobre las montañas de La Palma, con un clima muy frío y amplias extensiones de cultivo y bosque nebuloso. La principal producción agrícola es de moras, fresas, duraznos, lechugas y repollos.[12]

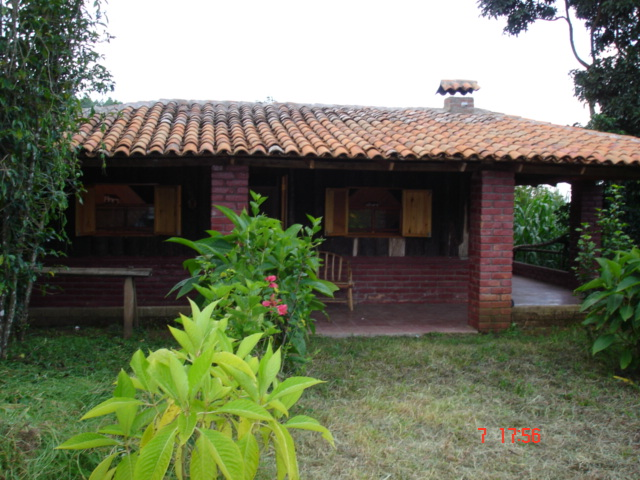
Casa de Campo en el cantón Los Planes.

- La piedra Cayahuanca se encuentra a 4 kilómetros al norte de la San Ignacio entre Honduras y El Salvador, aproximadamente de 1550 m s. n. m. El peñón sirve como demarcación fronteriza, dando una vista panorámica de ambos países. Durante Semana Santa, los habitantes locales y visitantes suben al punto de Piedra Cayaguanca y encampan por una noche.[13]
- El clima es fresco y agradable, la caminata es un poco larga pero con el clima agradable no se siente, es más, al escalar la piedra se puede observar gran parte del pueblo de La Palma y  parte de Honduras teniendo una vista espectacular ; se puede llevar alimentos o los materiales para cocinar y disfrutar en familia del panorama y del rico clima. La vista se enriquece al observar los altos pinos y la neblina que cubre las montañas.

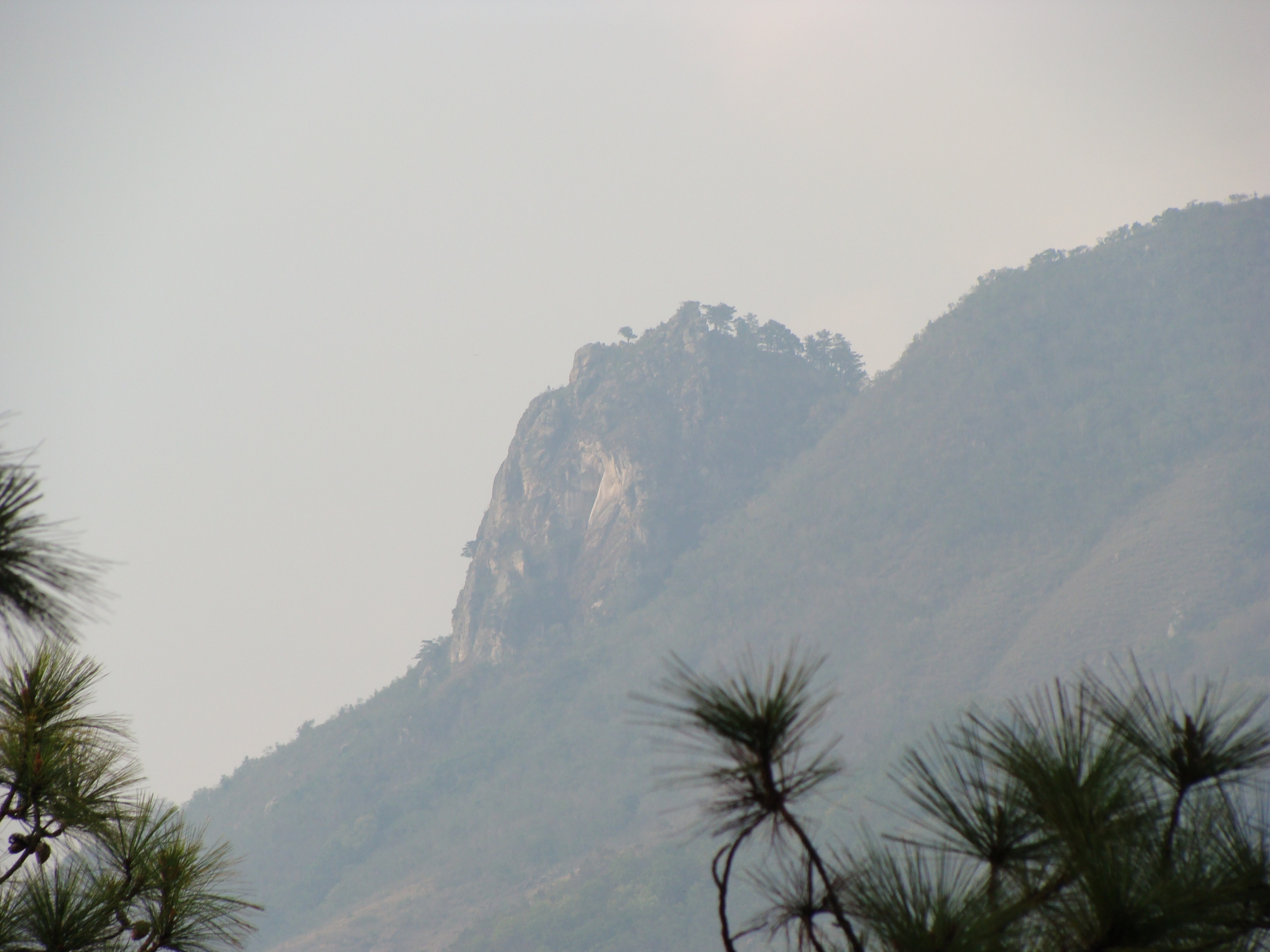
Piedra de Cayaguanca

- Cerro El Pital se encuentra a 12 kilómetros de La Palma, con una altura de 2730 m s. n. m. es el punto más alto del territorio Salvadoreño. Es una montaña en medio de un bosque nebuloso que suele tener una temperatura aproximada de 10 °C.[14] El 13 de abril de 2004, las temperaturas bajaron tanto que el cerro fue cubierto por una escarcha de hielo que causó conmoción entre los pobladores, atribuyendo el fenómeno a una supuesta "nevada".[15]